# فرودگاه نورث سنترال در ویرجینیای غربی
فرودگاه نورث سنترال در ویرجینیای غربی (به انگلیسی: North Central West Virginia Airport) یک فرودگاه همگانی بهره‌برداری هوایی با کد یاتا CKB است که یک باند فرود آسفالت دارد و طول باند آن ۲۱۳۴ متر است. این فرودگاه در کشور ایالات متحده آمریکا قرار دارد و در ارتفاع ۳۷۱ متری از سطح دریا واقع شده است.